# Villa Carmen (Panama)
Villa Carmen è un comune (corregimiento) della Repubblica di Panama situato nel distretto di Capira, provincia di Panama. Si estende su una superficie di 6,4 km² e conta una popolazione di 1.352 abitanti (censimento 2010).